# Djibouti i olympiska sommarspelen 2012
Djibouti deltog i olympiska sommarspelen 2012 som ägde rum i London i Storbritannien mellan den 27 juli och den 12 augusti 2012. Ingen av landets deltagare erövrade någon medalj.

## Bordtennis
Damer
| Tävlande            | Gren   | Grundomgång          | Omgång 1             | Omgång 2             | Omgång 3             | Omgång 4             | Kvartsfinal          | Semifinal            | Final                | Final            |
| Tävlande            | Gren   | Motståndare Resultat | Motståndare Resultat | Motståndare Resultat | Motståndare Resultat | Motståndare Resultat | Motståndare Resultat | Motståndare Resultat | Motståndare Resultat | Plats            |
| ------------------- | ------ | -------------------- | -------------------- | -------------------- | -------------------- | -------------------- | -------------------- | -------------------- | -------------------- | ---------------- |
| Yasmin Hassan Farah | Singel | Kumahara (BRA) L 0–4 | Gick inte vidare     | Gick inte vidare     | Gick inte vidare     | Gick inte vidare     | Gick inte vidare     | Gick inte vidare     | Gick inte vidare     | Gick inte vidare |

## Friidrott
Till friidrottstävlingarna kvalificerade Djibouti följande idrottare:
Herrar
| Tävlande   | Gren       | Kval/heat | Kval/heat | Final    | Final     |
| Tävlande   | Gren       | Resultat  | Placering | Resultat | Placering |
| ---------- | ---------- | --------- | --------- | -------- | --------- |
| Mumin Gala | 5000 meter | 13.21,21  | 10 q      | 13.50,26 | 13        |

Damer
| Tävlande   | Gren  | Heat/kval | Heat/kval | Semifinal        | Semifinal        | Final            | Final            |
| Tävlande   | Gren  | Resultat  | Placering | Resultat         | Placering        | Resultat         | Placering        |
| ---------- | ----- | --------- | --------- | ---------------- | ---------------- | ---------------- | ---------------- |
| Zourah Ali | 400 m | 1.05,37   | 7         | Gick inte vidare | Gick inte vidare | Gick inte vidare | Gick inte vidare |

## Judo
Damer
| Idrottare    | Gren              | Sextondelsfinal      | Åttondelsfinal              | Kvartsfinal          | Semifinal            | Återkval             | Bronsmatch           | Final                | Final            |
| Idrottare    | Gren              | Motståndare Resultat | Motståndare Resultat        | Motståndare Resultat | Motståndare Resultat | Motståndare Resultat | Motståndare Resultat | Motståndare Resultat | Placering        |
| ------------ | ----------------- | -------------------- | --------------------------- | -------------------- | -------------------- | -------------------- | -------------------- | -------------------- | ---------------- |
| Sally Raguib | Lättvikt (-57 kg) | BYE                  | Căprioriu (ROU) L 0000–0100 | Gick inte vidare     | Gick inte vidare     | Gick inte vidare     | Gick inte vidare     | Gick inte vidare     | Gick inte vidare |

## Simning
Herrar
| Tävlande          | Gren        | Heat  | Heat      | Semifinal        | Semifinal        | Final            | Final            |
| Tävlande          | Gren        | Tid   | Placering | Tid              | Placering        | Tid              | Placering        |
| ----------------- | ----------- | ----- | --------- | ---------------- | ---------------- | ---------------- | ---------------- |
| Abdourahman Osman | 50 m frisim | 27,25 | 49        | Gick inte vidare | Gick inte vidare | Gick inte vidare | Gick inte vidare |